# أبو منصور الكرماني
أبو منصور الكرماني عالم مسلم وفقيه، من فقهاء الحنفية.

## اسمه ونسبه
محمد بن مكرم بن شعبان بن الحسن بن محرز، زين الدين، أبو منصور بن أبي المكارم بن أبي هاشم الكرماني، الفقيه الحنفي.

## نشأته ورحلاته
لم تذكر كتب التراجم التي ترجمت له متى ولد، ولا أين ولد ونشأ، ولا كم عاش من العمر، لكن ذكر بأن الإمام ركن الدين، عبد الرحمن بن محمد بن أميروه، أستاذ أستاذه، وشيخ شيخه، أما رحلاته: فقد رحل إلى مكة والمدينة المنورة، والعراق، وخراسان[ ؟ ]، وما وراء النهر، ومصر.

## آثاره ومصنفاته
1. المسالك في المناسك
2. المناهج في مناسك الحج
3. الأضحية الكبير
4. المستعذب في شرح القدوري
5. السجدات والتراويح
6. زلة القراء
7. مسائل الحجازية
8. الحجج الشافية والدلائل الكافية في سنن السفر
9. السجدات

## وفاته
اختلف المؤرخون في وفاة الكرماني، فقد قال حاجي خليفة: إنه توفي بعد 975 هـ، وتبعه على ذلك الخطيب البغدادي، وعمر كحالة. وقال الزركلي: توفي نحو 983 هـ